# Illuminati (card game)
Illuminati é um jogo de cartas da Steve Jackson Games. Cada jogador assume o papel de uma sociedade secreta que tenta espalhar seus tentáculos em grupos de interesses especiais em todo o mundo.
O jogo consiste em três cartas diferentes (cartas illuminati, cartas de grupos, e cartas especiais de evento ) e dinheiro. Durante o turno de um jogador, uma nova carta é retirada de um baralho contendo cartas de grupo e cartas especiais de evento. Se é um evento especial, o jogador mantém a carta e a joga quando desejar. Se é uma carta de grupo, ela está ligada juntamente com quaisquer outros cartas viradas para cima. O jogador pode então tentar assumir qualquer grupo. Este pode ser tanto um grupo na mesa ou um grupo já controlado por outro jogador. Se outro jogador já controla o grupo é mais difícil de controla-lo, mas não impossível.
A condição de vitória para cada jogador é diferente e depende do que a carta illuminati determina.
A primeira edição contém 54 pequenas cartas em preto e branco